# Salyu
Salyu（サリュウ、サリュ，1980年10月13日—），出生於神奈川縣橫濱市港北區，日本女歌手。為小林武史發掘，因而在岩井俊二電影《青春電幻物語》中飾演歌手莉莉周、演唱主題曲，大受歡迎，隨後推出完整專輯《呼吸》。明爱女子短期大学畢業。

## 經歷
在她很小的時候便開始學習鋼琴，這也是她和音樂之間開始有聯繫的開始。同時，她加入了合唱團，演唱一些以HEINE為代表的讚美詩和兒歌，並且彈奏一些改編的近代作曲家的作品，如德彪西的作品等等。她在空閒的時候，有時會去Live house看朋友所在樂隊的表演，而且不時上台演唱，參加不同機構的歌手甄選，於是她的天賦在1998年被小林武史發現，並且被邀請參與電影《青春電幻物語》。她在電影中扮演一位名為莉莉周的歌手。電影的放映結束後，Salyu開始了她的Live活動。2017年2月2日在Legacy舉辦台灣公演「Salyu X 小林武史 2017 Live in Taipei」。

## 音樂作品

### 专辑
| #   | 发售日        | 专辑          |
| --- | ------------- | ------------- |
| 1st | 2005年6月15日 | landmark      |
| 2nd | 2007年1月17日 | TERMINAL      |
| 3rd | 2010年3月24日 | MAIDEN VOYAGE |
| 4th | 2012年2月15日 | photogenic    |

### 概念专辑
| #   | 发售日        | 专辑           | 备注                |
| --- | ------------- | -------------- | ------------------- |
| 1st | 2011年4月13日 | s(o)un(d)beams | 以salyu × salyu名义 |

### 精选辑
| #   | 发售日         | 专辑    |
| --- | -------------- | ------- |
| 1st | 2008年11月26日 | Merkmal |

## 外部連結
- Salyu官方網站（页面存档备份，存于）（日語）